# Игнатенко, Иван Игнатьевич
Иван Игнатьевич Игнатенко (1917—2010) — старшина Рабоче-крестьянской Красной Армии, участник Великой Отечественной войны, Герой Советского Союза (1944).

## Биография
Родился 23 июня 1917 года в станице Славянская (ныне — город Славянск-на-Кубани в Краснодарском крае) в семье казаков. Окончил школу и Славянский сельскохозяйственный техникум, после чего работал агрономом в совхозе. 
В сентябре 1941 года был призван на службу в Рабоче-крестьянскую Красную Армию. Окончил полковую школу. С августа 1942 года — на фронтах Великой Отечественной войны. Принимал участие в боях на Северо-Кавказском, Степном, 2-м Украинском, Забайкальском фронтах. В феврале 1943 года получил ранение. К осени 1943 года гвардии старшина Иван Игнатенко командовал отделением разведки 1-й батареи 247-го гвардейского артиллерийского полка 110-й гвардейской стрелковой дивизии 37-й армии Степного фронта. Отличился во время битвы за Днепр.
30 сентября 1943 года переправился через Днепр в районе села Куцеволовка Онуфриевского района Кировоградской области Украинской ССР и провёл разведку, обнаружив огневые позиции противника. В боях на плацдарме он корректировал огонь артиллерийских батарей, благодаря чему был подавлен огонь 1 артиллерийской и 1 миномётной батарей, уничтожено 3 орудия, 4 пулемёта, 1 наблюдательный пункт противника и около роты немецкой пехоты. Во время отражения вражеских контратак лично уничтожил 6 солдат.
Указом Президиума Верховного Совета СССР «О присвоении звания Героя Советского Союза офицерскому, сержантскому и рядовому составу Красной Армии»  от 22 февраля 1944 года за «образцовое выполнение боевых заданий командования при форсировании реки Днепр, развитие боевых успехов на правом берегу реки и проявленные при этом отвагу и геройство» был удостоен высокого звания Героя Советского Союза с вручением ордена Ленина и медали «Золотая Звезда».
В дальнейшем участвовал в освобождении Украинской и Молдавской ССР, Румынии, Венгрии, Чехословакии, а также в советско-японской войне. После окончания войны был демобилизован. В 1954 году окончил Горьковский сельскохозяйственный институт. Проживал и работал в Краснодаре. Скончался 6 февраля 2010 года, похоронен в Краснодаре.
Кандидат сельскохозяйственных наук, Заслуженный учитель профессионально-технического обучения РСФСР. Почетный гражданин Краснодара. Был также награждён орденами Отечественной войны 1-й степени и Красной Звезды, рядом медалей.
Бюст и портрет Игнатенко установлен на аллее Героев в Славянске-на-Кубани.